# Капитанът
„Капитанът“ е български игрален филм (семеен) от 1963 година на режисьора Димитър Петров, по повестта „Капитанът“ на Анастас Павлов. Оператор е Трендафил Захариев. Музиката във филма е композирана от Александър Райчев.

## Състав

### Актьорски състав
| Роля         | Изпълнител            |
| ------------ | --------------------- |
| Капитанът    | Райко Бодуров         |
| Ването       | Януш Алурков          |
| Белият Петко | Едуард Шахпазян       |
| Пиратът      | Владимир Братанов     |
| Мичманът     | Румен Исаев           |
| Пашата       | Иван Дашев            |
| Евлоги       | Петър Пайнавелов      |
| Петлето      | Веселин Кръстев       |
| Църнето      | Константин Пашов      |
| Пейчо        | Христо Димитров       |
| Елена        | Диляна Бъчварова      |
| Маргарита    | Катя Филипова         |
| Румянка      | Лиляна Лазарова       |
| Бате Димо    | Петър Слабаков        |
| Дружинната   | Анастасия Бакърджиева |
| Фомичът      | Богомил Симеонов      |
| В епизодите: |                       |
|              | Иван Братанов         |
|              | Мирослав Миндов       |
|              | К. Дашева             |
|              | К. Николов            |
|              | Г. Младенов           |
|              | П. Гетов              |
|              | М. Вапцарова          |
|              | М. Иванова            |
|              | Е. Поптодорова        |
|              | Р. Дамянова           |
|              | С. Славиева           |

### Технически екип
| Сценарий           | Анастас Павлов                                                                                       |
| Режисьор           | Димитър Петров                                                                                       |
| Оператор           | Трендафил Захариев                                                                                   |
| Художник           | Стефка Мазакова                                                                                      |
| Костюми            | Искра Личева                                                                                         |
| Музика             | Александър Райчев                                                                                    |
| Звукооператор      | Кузман Шопов                                                                                         |
| Асистент-режисьори | Георги Аврамов Виолета Лазарова Надежда Паскалева                                                    |
| Асистент-оператори | Илия Балсамаджиев Станчо Костов                                                                      |
| Монтаж             | Донка Димчева                                                                                        |
| Грим               | Мария Власакова                                                                                      |
| Директор           | Христо Каранешев                                                                                     |
| Distributed by     | Национален филмов център Студия за игрални филми – София Трети творчески колектив /Copyright © 1963/ |

## Фестивали
- Участва на Международния фестивал във Венеция, Италия, 1963
- Участва на Международния фестивал в Хихон, Испания, 1963
- Участва на Международния фестивал в Ла Плата, Аржентина, 1966